# Водне поло на Чемпіонаті світу з водних видів спорту 2015 — склади чоловічих команд
У статті представлено склади збірних, які взяли участь у чоловічому турнірі з водного поло на Чемпіонаті світу з водних видів спорту 2015 у Казані (Росія).

## Група A

### Бразилія
- Вінісіус Антонеллі
- Жонас Крівелла
- Гільєрме Гомес
- Івес Гонсалес
- Паулу Салемі
- Бернардо Гомес
- Адріан Делгадо
- Феліпе Коста е Сілва
- Бернардо Роша
- Феліпе Перроне
- Густаво Гімараєш
- Жозіп Врлік
- Тьє Безерра[1]

### Канада
- Робін Ренделл
- Кон Кудаба
- Олівер Вікало
- Ніколас Константін-Бікарі
- Джастін Бойд
- Девід Лапінс
- Алек Ташеро
- Кевін Грем
- Метт Галаджян
- Джон Конвей
- Джордж Торакіс
- Джеррі Макелрой
- Дусан Алексіч

### КНР
- У Хунхуей
- Тань Фейху
- Ху Чжансінь
- Дун Тао
- Лу Веньхуей
- Лі Лі
- Чень Чжунсянь
- Лі Лунь
- Сє Цзекай
- Чень Цзінхао
- Чжан Чуфен
- Лян Няньсян
- Лян Чживей

### Хорватія
- Йосип Павич
- Дамір Бурич
- Антоніо Петкович
- Лука Лончар
- Маро Йокович
- Лука Букич
- Петар Муслім
- Андро Бушлє
- Сандро Сукно
- Фран Пашквалін
- Анджело Шетка
- Пауло Обрадович
- Марко Біяч

## Група B

### Греція
- Константінос Флегкас
- Еммануїл Милонакіс
- Георгіос Дервісіс
- Константінос Генідуніас
- Іоанніс Фунтуліс
- Киріакос Понтікеас
- Хрістос Афрудакіс
- Евангелос Делакас
- Константінос Мурікіс
- Хрістодулос Коломвос
- Александрос Гунас
- Ангелос Влахопулос
- Стефанос Галанопулос

### Італія
- Стефано Тампесті
- Франческо Ді Фульвіо
- Алессандро Велотто
- П'єтро Фільйолі
- Алекс Джорджетті
- Андреа Фонделлі
- Массімо Джакоппо
- Ніколас Прешутті
- Нікколо Джітто
- Стефано Лурнго
- Маттео Айкарді
- Фабіо Баральді
- Марко дель Лунго

### Росія
- Антон Антонов
- Олексій Бугайчук
- Артем Одінцов
- Ігор Бичков
- Альберт Зіннатуллін
- Артем Ашаєв
- Владислав Тімаков
- Іван Нагаєв
- Костянтин Степанюк
- Дмитро Холод
- Сергій Лісунов
- Лев Магомаєв
- Віктор Іванов

### США
- Меррілл Мозес
- Нікола Вавич
- Алекс Оберт
- Джексон Кімбелл
- Алекс Релсе
- Лука Купідо
- Джош Семюелс
- Тоні Азеведо
- Алекс Бовен
- Брет Бонанні
- Джессі Сміт
- Джон Менн
- Макквін Бейрон

## Група C

### Аргентина
- Дієго Мальнеро
- Раміро Вейч
- Томас Галімберті
- Андрес Монутті
- Емануель Лопес
- Томас Бульгероні
- Хуан Пабло Монтане
- Естебан Корсі
- Іван Карабантес
- Хуліан Дасцик
- Франко Демаркі
- Херман Яньєс
- Франко Теста

### Угорщина
- Віктор Надь
- Міклош Гор-Надь
- Норберт Мадараш
- Балаж Ердельї
- Мартон Вамош
- Норберт Гошнянські
- Даніел Андьял
- Мартон Сівош
- Даніель Варга
- Денеш Варга
- Крістіан Беде
- Балаж Харай
- Аттіла Декер

### Казахстан
- Олександр Фьодоров
- Сергій Губарєв
- Олександр Аксьонов
- Роман Пилипенко
- Володимир Ушаков
- Олексій Шмідер
- Мурат Шакенов
- Антон Коляденко
- Рустам Укуманов
- Євген Медведєв
- Равіль Манафов
- Бранко Пекович
- Валерій Шлемов

### ПАР
- Двейн Флетчер
- Етьєнн Ле Руа
- Девон Кард
- Ігнардус Баденгорст
- Ніколас Гок
- Жоао Марко де Карвальйо
- Дейн Джагга
- Джеред Вінгейт-Пірс
- Дін Вайт
- П'єр Ле Руа
- Ніколас Моліно
- Веслі Богата
- Джуліан Льюїс

## Група D

### Австралія
- Джеймс Стентон-Френч
- Річард Кемпбелл
- Джордж Форд
- Джон Коттерілл
- Натан Пауер
- Джеррод Гілхріст
- Ейден Роуч
- Аарон Янгер
- Джоел Свіфт
- Мітчелл Емері
- Ріс Гоуден
- Тайлер Мартін
- Джоел Деннерлі

### Японія
- Кацуюкі Танамура
- Сейя Адаті
- Ацусі Арай
- Міцуакі Сіга
- Акіра Янасе
- Ацуто Ііда
- Юсуке Сімідзу
- Юкі Кадоно
- Кодзі Такей
- Кеня Ясуда
- Кейго Окава
- Сьота Хадзуй
- Томойосі Фукусіма

### Чорногорія
- Dejan Lazović
- Драшко Бргулян
- Вєкослав Паскович
- Урош Чучкович
- Дарко Бргулян
- Александар Радович
- Младжан Янович
- Алекса Укропіна
- Александар Івович
- Нікола Муришич
- Філіп Кліковач
- Предраг Йокич
- Мілош Щепанович

### Сербія
- Гойко Пієтлович
- Душан Мандич
- Живко Гоцич
- Сава Ранджелович
- Мілош Чук
- Душко Пієтлович
- Слободан Нікич
- Мілан Алексич
- Нікола Якшич
- Філіп Філіпович
- Андрія Прлайнович
- Стефан Мітрович
- Бранислав Митрович